# 刘汉龙
刘汉龙（1964年3月—），江苏高邮人，重庆大学教授、副校长。担任中国岩石力学与工程学会环境岩土工程分会理事长，入选中华人民共和国教育部2007年度“长江学者”特聘教授，2023年11月当选中国工程院院士。曾获得国家科技进步二等奖。